# Temple protestant de Toulon
Le temple protestant de Toulon est un édifice religieux inauguré en 1870 et situé 22 bis rue Picot à Toulon, dans le département du Var. La paroisse est membre de l'Église protestante unie de France.

## Histoire
Au XVIe siècle, la Réforme protestante ne crée pas de vagues à Toulon. Après l'édit de Nantes de 1598, des marins ou soldats protestants s'installent dans la ville. En 1602 « les habitants faisant profession de la Religion prétendue réformée de la ville de Toulon » obtiennent des consuls un emplacement pour un cimetière (on leur refuse l'accès au cimetière catholique), au bout de la contrescarpe. À partir de 1685, la révocation de l'édit de Nantes amène à la persécution des protestants dans toute la France, qui sont conduits au bagne de Toulon et condamnés aux galères. 
La liberté du culte protestant est en principe rétablie avec la Déclaration des droits de l'homme et du citoyen de 1789. Avec la monarchie de Juillet, favorable aux réformés, s'organise une  communauté protestante comptant moins de deux cents personnes.
La duchesse de Broglie, Albertine de Staël-Holstein, épouse de Victor de Broglie et fille de Madame de Staël, fameuse romancière protestante des Lumières (et elle-même fille du ministre des finances de Louis XVI Jacques Necker) intercède auprès du Consistoire réformé de Marseille, dont dépendent officiellement les protestants du Var, pour que soit nommé un pasteur à Toulon. Le pasteur Eugène Bruniquel Recouler, jeune pasteur du Tarn arrive en 1832.
Le culte a lieu dans une salle d'école, puis au deuxième étage de l'ancienne maison de Puget, 64 rue d'Orléans, appartenant à Madame Rouquier et auparavant à la veuve du dramaturge Étienne Gosse. Le temple est construit en 1870 en centre-ville, entre la gare et la mer. Il est entouré de salles annexes et d'un jardin arboré. Il est inauguré le 23 octobre 1870.
La communauté s'inscrit dans la modernité et nourrit sa réflexion en organisant des rencontres interreligieuses au temple. En 2021 est inauguré un « jardin biblique » avec des espèces citées dans la Bible : olivier, grenadier, vigne, cédratier, myrtes et semis de blé et d'orge. En mai 2024, la paroisse accueille le synode national de l'Église protestante unie de France.

## Architecture
La façade du temple est sobre, rythmée par un portail en plein cintre surmonté d'une rosace, tous deux cerclés d'une alternance de pierres blanches et grises. Dans le tympan s'inscrit la sculpture en bas-relief d'une Bible ouverte, typique des temples réformés du XIXe siècle, où est gravé « Sainte Bible ». Elle repose sur deux branches de la palme des martyrs de la foi. Au sommet du toit est planté une croix nimbée, sans gisant. 